# Hartford Athletic
Hartford Athletic er en fodboldsklub i USA, der første begynder at spille kampe i 2019. Klubben har hjemme i Hartford i delstaten Connecticut og skal spille i United Soccer League, den næstbedste række i USA og Canada.
Danskeren Jimmy Nielsen blev i september 2018 ansat som cheftræneren.

## Trænere
- Jimmy Nielsen (2018–19)